# 마르코 폴로의 모험
마르코 폴로의 모험(The Adventures Of Marco Polo)은 미국에서 제작된 아치 메이오 감독의 1938년 모험, 멜로/로맨스 영화이다. 게리 쿠퍼 등이 주연으로 출연하였고 새뮤얼 골드윈 등이 제작에 참여하였다.

## 출연

### 주연
- 게리 쿠퍼

### 조연
- 배질 래스본
- 시그리드 게리
- 조지 바비어
- 비니 반스
- 어니스트 트루엑스
- 앨런 헤일
- H. B. 워너
- 로버트 그레그
- 퍼디넌드 갓초크
- 헨리 콜커
- 스탠리 필즈
- 해럴드 휴버
- 라나 터너

## 제작진
- 미술: 리처드 데이
- 의상: 오마르 키암